# Santa Anna de Mont-ral
Santa Anna de Mont-ral és una església romànica de Gurb (Osona) inclosa a l'Inventari del Patrimoni Arquitectònic de Catalunya.

## Descripció
Edifici religiós. Capella annexionada al mas Santa Anna. De nau única, amb petit creuer, sense absis i cor als peus de l'església. Al braç dret del creuer s'obre la sagristia. -el presbiteri és de forma quadrada. L'interior és cobert amb volta un xic apuntada i ha estat escatada deixant la pedra vista.
El portal d'entrada està situat a migdia i és d'arc de mig punt i allindat. Ha estat restaurant recentment. A ponent hi ha un petit campanar d'espadanya sense campanes. A migdia s'obre una finestra al mur.
L'estat de conservació és bo per bé que es troba envoltada per altres construccions que dificulten la visibilitat.
Els sarcòfags gòtics de pedra, es troben adossats a l'interior dels murs de tramuntana i de migdia de la nau de la capella.
El sarcòfag del mur de tramuntana, té relleus de pedra i està sostingut per mènsules. A la part central observem uns agnus dei amb decoracions flordelisades, quadrifolis i calats. A banda i banda, s'hi descriuen registres quadrats en els quals hi figuren unes formes florals i una creu grega. El relleu està envoltat per inscripcions referents als beneficiats que regentaven la capella i la confraria.
El sarcòfag del mur de migdia és de dimensions més petites, i està esculpit amb baix relleu. Hi figuren inscripcions i un escut semblant al de l'altre sarcòfag.

## Història
Els antics propietaris de Mont-ral varen edificar dalt un puig a prop de la casa una capella consagrada pel bisbe Ramon d'Anglesola l'any 1190 i dedicada a Santa Maria. Anys més tard es passà a conèixer per Santa Anna de Mont-ral. Li resta l'antiga edificació del romànic tardà amb presbiteri quadrat i un petit creuer, ampliada més tard amb la sagristia i el campanar d'espadanya. A l'interior hi ha làpides d'antics enterraments gòtics. Hi havia també una pintura mural de la fi del romànic, representant el calvari, que es conserva al Museu Episcopal de Vic.